# ヴィッティヒハウゼン
ヴィッティヒハウゼン (ドイツ語: Wittighausen、 ドイツ語発音) はドイツ連邦共和国バーデン＝ヴュルテンベルク州マイン＝タウバー郡に属す町村（以下、本項では便宜上「町」と記述する）。

## 地理

### 位置
ヴィッティヒハウゼンは、マイン＝タウバー郡北東部のヴィッティヒバッハ川流域に位置し、その東部はヴュルツブルク郡と境を接する。この町は、ヴュルツブルク - オクゼンフルト - バート・メルゲントハイム - タウバービショフスハイムの4都市が形成する四角形の中心にあたる。この町は海抜227mから364mに位置する。

### 自治体の構成
ヴィッティヒハウゼンには、かつては独立した町村であったオーバーヴィッティハウゼン、ポッペンハウゼン、ウンターヴィッティヒハウゼン、ヴィルヒバントが属する。
旧町村の紋章は以下の通り。

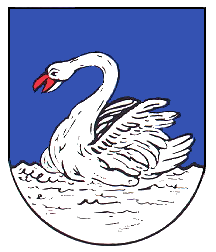
ウンターヴィッティヒハウゼン
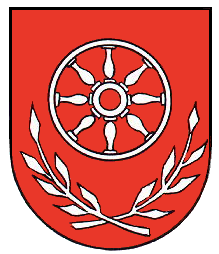
ポッペンハウゼン
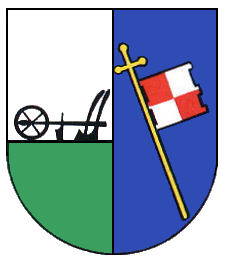
オーバーヴィッティハウゼン
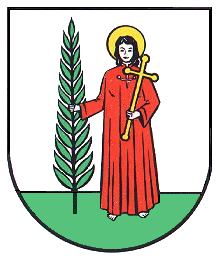
ヴィルヒバント

## 歴史
ヴィッティヒハウゼンは、1971年に行政改革の一環として、それまで独立した自治体であったオーバーヴィッティハウゼンとウンターヴィッティヒハウゼンが合併して発足した。1972年にポッペンハウゼンとヴィルヒバントがこれに加わった。ヴィッティヒハウゼンは、その母体となった両自治体がそうであったと同じく、タウバービショフスハイム郡に属した。1973年の同郡の廃止に伴い、新設されたタウバー郡に編入された。タウバー郡はその後すぐにマイン＝タウバー郡を改名された。

### 宗教
宗教改革はこの町に影響を及ぼすことなく通り過ぎていった。現在でもヴィッティヒハウゼンの住民にはローマ＝カトリックの信者が多い。数少ないプロテスタントの信者はラウダ＝ケーニヒスホーフェンの教会組織に属している。

## 行政

### 首長
町長のマルクス・ヴェッセルスは2014年2月1日から町長を務めている。

### 議会
ヴィッティヒハウゼンの議会は12議席からなる。

### 紋章
3本のヴュルツブルクの旗は、オーバーヴィッティハウゼン、ウンターヴィッティヒハウゼン、ヴィルヒバントがヴュルツブルク司教領に属していたことを示している。マインツの輪はポッペンハウゼンがかつてマインツ司教領であったことを示す。

## 経済と社会資本

### 交通
ヴィッティヒハウゼンは、ウンターヴィッティヒハウゼン地区にフランケン鉄道（シュトゥットガルト - ヴュルツブルク）の駅を有している。ラウダとヴュルツブルクの間に位置するこの駅では、ヴェストフランケン鉄道のレギオナルバーンが2時間毎に発着する。

### 教育
ヴィッティヒハウゼンには基礎課程学校が1校ある。

## 文化と見所

### 建築
見所は、オーバーヴィッティハウゼン地区の聖ジギスムント教会である。

## 引用
1. ↑  Statistisches Landesamt Baden-Württemberg – Bevölkerung nach Nationalität und Geschlecht am 31. Dezember 2023 (CSV-Datei)
2. ↑  Das Land Baden-Württemberg. Amtliche Beschreibung nach Kreisen und Gemeinden. Band IV: Regierungsbezirk Stuttgart, Regionalverbände Franken und Ostwürttemberg. Kohlhammer, Stuttgart 1980, ISBN 3-17-005708-1. S. 322–324